# سیارک ۹۰۹۹
سیارک ۹۰۹۹ (به انگلیسی: 9099 Kenjitanabe، نامگذاری:1996VN3) نه هزار و نود و نهمین سیارک کشف شده‌است که در ۶ نوامبر ۱۹۹۶ کشف شد.
قدر مطلق سیارک برابر ۲۵.۷ است.